# Ada Bakker
Ada Bakker (8 april 1948) is een voormalig tennisspeelster uit Nederland. Zij was actief in de jaren 1960-70.
Bakker speelde op drie van de vier grandslamtoernooien, namelijk het Australian Open, Wimbledon en het US Open. Het meest succesvol was zij op Wimbledon – hier bereikte zij de derde ronde bij het damesenkelspeltoernooi in 1968, 1970, en 1971. Haar beste resultaat bij het dubbelspel was de kwartfinale in 1968 op het Australian Open. Zij won in 1967 samen met Astrid Suurbeek een gouden medaille op de Universiade in het dubbelspel. In het enkelspel verloor zij de finale van de Universiade van Nell Truman. Ze studeerde pedagogie aan de Rijksuniversiteit Leiden.
In 1969 en 1974 was Bakker lid van het Nederlandse team voor de Federation Cup dat beide jaren de halve finale haalde. Van de zeven dubbelspelpartijen die zij voor de Fed Cup speelde, won zij er vijf.
In de jaren 1970 ging Bakker zich steeds meer richten op squash en werd zeven keer Nederlands kampioen (1969, 1971, 1972, 1973, 1974, 1976 en 1980). In 1981 maakte ze deel uit van het eerste Nederlandse vrouwenteam op het wereldkampioenschap squash. Ze huwde in 1975 met chirurg Peter de Laive met wie ze drie zonen kreeg. Ze was later werkzaam in de makelaardij.

## Prestatietabel grandslamtoernooien
| Legenda | Legenda                          |
| ------- | -------------------------------- |
| g.t.    | geen toernooi gehouden           |
| l.c.    | lagere categorie                 |
| –       | niet deelgenomen                 |
| G       | uitgeschakeld in de groepsfase   |
| 1R      | uitgeschakeld in de eerste ronde |
| 2R      | uitgeschakeld in de tweede ronde |
| 3R      | uitgeschakeld in de derde ronde  |
| 4R      | uitgeschakeld in de vierde ronde |
| KF      | uitgeschakeld in de kwartfinale  |
| HF      | uitgeschakeld in de halve finale |
| F       | de finale verloren               |
| W       | het toernooi gewonnen            |
| w-v     | winst/verlies-balans             |

### Enkelspel
| Toernooi        | 1967 | 1968 | 1969 | 1970 | 1971 | 1972 |
| --------------- | ---- | ---- | ---- | ---- | ---- | ---- |
| Australian Open | –    | 1R   | –    | –    | –    | –    |
| Roland Garros   | –    | –    | –    | –    | –    | –    |
| Wimbledon       | 2R   | 3R   | 2R   | 3R   | 3R   | 2R   |
| US Open         | –    | –    | –    | –    | 1R   | –    |

### Vrouwendubbelspel
| Toernooi        | 1967 | 1968 | 1969 | 1970 | 1971 | 1972 | 1973 |
| --------------- | ---- | ---- | ---- | ---- | ---- | ---- | ---- |
| Australian Open | –    | KF   | –    | –    | –    | –    | –    |
| Roland Garros   | –    | –    | –    | –    | –    | –    | –    |
| Wimbledon       | 1R   | 3R   | 2R   | 1R   | 1R   | 2R   | 2R   |
| US Open         | –    | –    | –    | –    | 1R   | –    | –    |

### Gemengd dubbelspel
| Toernooi        | 1967 | 1968 | 1969 |    | 1971 |
| --------------- | ---- | ---- | ---- | -- | ---- |
| Australian Open | –    | 1R   | –    | –  |      |
| Roland Garros   | –    | –    | –    | –  |      |
| Wimbledon       | 1R   | –    | 1R   | –  |      |
| US Open         | –    | –    | –    | 3R |      |